# Destra Garcia
Destra Garcia (nascuda el 10 de novembre de 1978) és una cantant i compositora de música soca de Trinitat i Tobago. És també coneguda pel seu monònim Destra. És una de les artistes de música soca més populars del món.

## Biografia
Infantesa i primers anys
Destra Garcia va néixer en la Ciutat de Port-of-Spain filla de Lloyd Augustin Garcia i Debra Garcia. El seu besavi patern era de Veneçuela. El besavi matern era de França i la seva besàvia materna era d'Espanya. La més gran de quatre germans, va créixer a la comunitat de Desperlie Crescent, Laventille a Port-of-Spain. La seva escolarització va ser a l'institut públic Woodbrook i a l'institut St James, on va descobrir la seva passió per cantar i la música. Va guanyar durant cinc anys consecutius el títol de la seva escola Calypso Monarch, i ho va fer component cada una de les seves cançons. Les seves arrels musicals van venir del seu avi el Frankie Garcia (Bourg Mulatresse, Santa Cruz), un músic de jazz de l'illa i el seu pare Lloyd Garcia, que és un guitarrista consumat.
Va unir un quartet de nom Psyke, que es va dissoldre després d'un any. Després del final del grup, Destra va assistir a l'Escola d'Empresarial Administració on va guanyar un diploma en Administració de Vendes.

## Carrera musical i discogràfica
El 1999 Roy Cape All-Stars es va adonar del seu senzill titulat Ah Have A Man Already amb Third Bass i la va convidar a unir-se a la banda de "Roy Cape All-Stars" com una de les vocalistes] principals. Va seguir una carrera en solitari breument, però finalment es va unir a la banda Atlantik a finals de 2002. Continua sent la cantant de primera línia d'Atlantik i ha forjat una exitosa associació com a compositor amb Kernal Roberts (fins al 2005), inclòs), produint èxits com "Whe Yuh Want", "Negative Vibes" i "Bonnie & Clyde".
El 2003 Destra va llançar el seu primer àlbum Red, White, Black que incloïa el seu exitós duet "It's Carnival" amb el seu company de Soca Machel Montano. La cançó es va convertir en l'himne virtual del carnaval de Trinitat i Tobago aquell any i és àmpliament coneguda a tot el Carib i, per extensió, al món.

## Aspectes destacats de la carrera
Destra va guanyar el títol de Carnival Road March l'any 2003 al Carnaval del Dia del Treball a Brooklyn, i també va quedar segon a la competició Soca Monarch de Trinitat i Tobago aquest mateix any.
Encara no ha guanyat ni el títol de Carnival Road March ni el títol de Soca Monarch a Trinitat, tot i que s'ha apropat a la cursa Road March, ocupant el segon lloc el 2003, 2004 i 2009. Malgrat això, ha tingut èxit en la indústria musical local, especialitzant-se. en composicions de Soca amb so pop i música de fusió que abasta aspectes de la cultura de l'Índia oriental.

L'any 2006, la revista "Caribbean Beat" va descriure la música de Destra com 
| « | "el tipus de so que una persona jove, que viu a la cruïlla de cultures i tecnologies que és avui Trinitat i Tobago, és probable que produeixi, i la brisa de la seva música pot actuar com un antídot a l'extrem dur que sovint caracteritza la vida no només a Trinitat i Tobago, sinó a molts altres racons del món." | » |

També el 2006, el grup de telecomunicacions mòbils Digicel va nomenar Destra com a portaveu en un acord de suport de dos anys.

## Influència cultural
Amb les arrels del Carib que es remunten a Trinitat i Tobago, Destra Garcia valora la tradició de la seva cultura. De jove, va seguir el seu pare i el seu avi pel seu interès musical. El seu pare era guitarrista, un instrument occidental influenciat per l'Al-oud de l'Orient Mitjà, i el seu avi tocava instruments de metall, ambdós utilitzant instruments comuns fidels a l'estil tradicional soca. Destra va començar experimentant amb Calypso, així com amb R&B i gospel. Va ser reconeguda pel seu domini de l'estil Calypso durant cinc anys consecutius a l'escola. No va ser fins que Destra es va presentar a Soca que va trobar la seva passió i el seu lloc. Tots dos es van originar al Carib amb arrels trinitenses. Soca, "Soul Calypso", va ser creat per Lord Shorty per respondre als canvis d'interès social. La música era essencialment calypso amb veus sexualitzades i un ritme més ràpid. Mentre mirem el seu contingut musical, una de les seves cançons més populars, anomenada "It's Carnival", parla d'un esdeveniment anual que se celebra al Carib. Aquest carnaval és l'esdeveniment més important del món. Una de les seves línies de la cançó, afirma: "El Carnaval a T&T és tan especial per a tots nosaltres", on T&T és Trinitat i Tobago i ella expressa un significat intrapersonal. El contingut de les seves cançons normalment pertany a les seves arrels caribenyes, amb aquest com a exemple.
A mesura que Destra explorava encara més el gènere, va arribar a una lluita aclaparadora. Destra Garcia volia que la seva base de fans creixés, però era fonamental per a ella mantenir-se fidel a les seves arrels i a la seva cultura caribenya. La lluita amb això va ser que sabia que els seus valors tradicionals podrien haver de comprometre's per permetre que una ment més oberta a l'hora de treballar amb artistes externs creixés al seu màxim potencial. Creu que amb un públic més nombrós, seria més fàcil implementar els sons menys populars de Soca, en última instància tornant el gènere d'una versió pop al seu origen alhora que permetria més exposició que abans. També esmenta que el contratemps més gran al qual s'enfronta és la pressió que sent de Trinitat per mantenir-se dins dels límits tradicionals de l'estil Soca. Amb tot, Garcia s'està endinsant amb cautela en nous terrenys, responent a la modernitat per seguir ampliant la seva base de fans. Esmenta que espera poder continuar explorant els seus límits artístics sense deixar de tenir la seva cultura i la seva base de fans trinitària mantenir-se fidel.

## Imatge

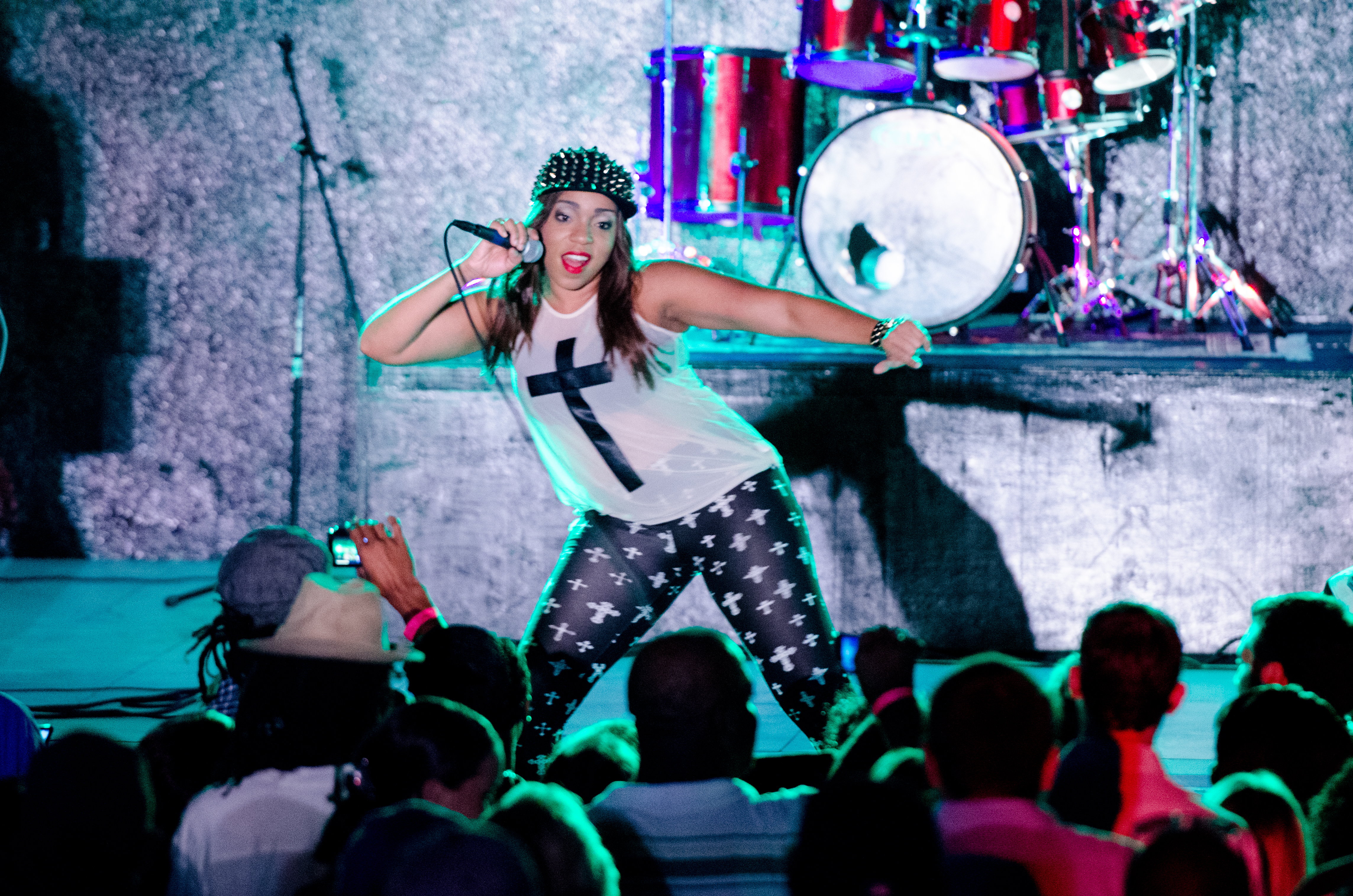
Destra en una actuació el 2013

Destra Garcia és coneguda com la Reina de la Bacchanal, QoB per abreujar-se, per l'emoció que senten els oients en la flexió de la seva veu als programes de ràdio i pel seu propi esdeveniment "Festival de Bacchanal" inspirat en el Carnaval. També és coneguda per tenir un alter ego anomenat Lucy que se suposa que personifica l'aspecte més sexual de Destra. A la seva cançó publicada el 2017, "Destra vs. Lucy", una de les línies cantades és: "[Perquè] cantaré com Destra, però encara [funcionaré] com Lucy", que diu als oients que la Lucy és la sexual. ego i Destra és el que canta. Es poden escoltar més detalls sobre les personalitats de Destra en una entrevista còmica amb la mateixa ego "Lucy" en un programa de ràdio anomenat "Breakfast Party". A l'entrevista, la Lucy revela que Destra "està frenant a [Lucy],... [ella] està massa segura" i Destra sempre mira el que diu. Això fa que els oients vegin Destra com una persona més tímida que infla la sexualitat de Lucy a causa d'aquesta bretxa.
S'especula que l'ego sexual de Destra Garcia "Lucy" prové del Carnaval de Trinitat. A la seva cançó "Lucy", canta sobre créixer una bona noia i una bona estudiant, però un dia quan està exposada al Carnaval, ella i el seu ball comença a ser molt sexual. El Carnaval d'avui consisteix en el fet que les dones es disfressen i "presenten" els seus cossos a través de la dansa i la roba reveladora que crea molta tensió sexual i és el que Destra probablement va veure a la televisió. La causa perquè el Carnaval a Trinitat sigui tan sexual es deu al domini de les dones que assisteixen i la seva preferència per ballar molt sexualitzat. L'afició de Destra per ella i el fet que la seva música sigui molt sexual està molt influenciada pel Carnaval i ella continuant sent eròtica fa que el Carnaval sigui "sexy".
Destra és famosa pel seu estil. A causa de les seves opcions de roba radicals que consisteixen principalment en roba reveladora, com ara pantalons ajustats, curts i tops de sostenidor de tall baix, ha captivat el públic durant les seves actuacions. A l'escenari, Destra és salvatge i explosiva en els seus moviments i veus, de vegades sembla actuar al seu propi món a causa de la seva passió. Destra ha expressat les seves opcions musicals i de moda com una fusió entre el punk rock americà i Soca. Aquesta barreja és evident en els instruments utilitzats a la música de Destra, ja que utilitza freqüentment l'acústica de la guitarra rock amb els ritmes de Soca subjacents. El seu look de 2006 "soca fabulous" ha estat creat per dissenyadors locals com Meiling i Peter Elias. Des d'un nou pentinat "glam", fins al seu vestuari atrevit i arriscat, el nou look de Destra s'ha descrit com un que "va a sacsejar la ciutat i serà una força de moda a tenir en compte".

## Relació amb Soca
Durant les últimes dues dècades, la música soca ha transformat i revolucionat l'escena musical de Trinidad. Lord Shorty, el músic de calypso i soca de Trinidad van crear el terme a finals dels anys setanta fent-lo "sokah" i va dir que havia de ser una barreja de calypso amb música de les Índies orientals. "A més d'aconseguir que els africans i les índies orientals s'uneixin com una unitat, soca també promou un sentiment de nacionalisme i unitat per al país de Trinitat en el seu conjunt". Soca uneix Trinitat com a país i a través de la música els trinitenses poden expressar-se i el seu orgull cultural. "La majoria de les cançons populars de ball durant el carnaval de Trinitat avui es descriurien com a Soca en lloc de Calypso i això es deu al fet que la soca es va establir com la forma dominant de música de carnaval pel cantant calipsoni Super Blue a la dècada de 1990, que va cantar i liderar més, marxa popular per carretera tres anys seguits. Super Blue finalment va establir un nou model per a la música de carnaval que posava èmfasi en més dansa, tempos més ràpids i vocalitzacions rítmiques enèrgiques".Essencialment, el calipso i la soca aviat van començar a separar-se i es van distingir clarament entre ells, ja que el calipso tendeix a ser una música més reservada cantada en una tenda de calipso i la soca s'associa amb festivals de carrer i carrer. A més, el calypso es caracteritza per textos narratius llargs, mentre que les lletres de la soca solen construir-se en frases curtes que no necessàriament han de formar una narració lògica. A més, la soca s'escolta sovint al costat d'efectes d'estudi electrònic que mai s'utilitzen al calypso. Es pot veure a la cantant i compositora trinitense de música Soca Destra Garcia exhibint elements de soca a través dels seus moviments ràpids juntament amb la seva veu ràpida mentre actua amb l'ús de llums i efectes d'estudi electrònic de fons.
- [1] Guilbault, Jocelyne. Governing Sound, The Cultural Politics of Trinidad’s Carnival Music. Chicago. The University of Chicago Press. 2007. Print.
- [2] Dudley, Shannon. Carnival Music in Trinidad Experiencing Music, Expressing Culture. New York. Oxford University Press. 2004. Print.

## Xarxes socials, estil i rendiment
Destra és una de les protagonistes de la música soca. La Reina de la Bacanal expressa que "A Carnaval estàs estudiant molt més: el públic el que la gent diu de tu el que fas el que portes vestit". Els blocs sobre Destra no només veneren el seu talent musical, sinó que també expressen admiració pel seu físic, en particular pels abdominals en forma. Els seus abdominals definits també s'han convertit en part del personatge de celebritat de Destra que els fans pensen quan pensen en Destra Garcia. Un blogger exclama "Admetré que estic extremadament gelós dels abdominals, m'agradaria que els meus fossin com aquells, però suposo que m'havia fet molt difícil". La pàgina de tumblr anomenada Triniwoodentertainment ofereix imatges de l'activitat de l'estrella amb subtítols que utilitzen el mateix to d'admiració, com ara Mira la cantant de soca i la reina de la Bacchanal, Destra Garcia mostrant la seva figura abdominal i corbes en un diumenge calorós. Apte per ser una reina, de fet. Aquest títol és per a una imatge d'una Destra Garcia vestida en bikini gaudint del sol. La publicació del bloc inclou un enllaç a la imatge que és original de l'instagram oficial de Destra.
Garcia és molt activa a l'escena de les xarxes socials, amb un compte de Twitter, Instagram i Facebook. Ella afirma: "'Tothom està experimentant per veure si podríem portar la soca a un altre nivell. Crec que la soca ja és bona, he decidit veure si puc fer-la més comercialitzable". La seva activitat a les xarxes socials ha estat sens dubte la que li va permetre no només connectar-se més amb la seva base de fans, sinó també conrear una comunitat al voltant de la seva música. En una entrevista a "Huffingtonpost", ens assabentem que "si bé moltes figures populars tenen gestors de xarxes socials, Destra veu les coses d'una altra manera. Per tant, per construir un nivell d'autenticitat, creu que és imprescindible que ho faci ella mateixa", cada publicació, comentari, m'agrada, piulada, retuit, etc. a les xarxes socials de Destra Garcia són de la mateixa reina!.
La reina de la Bacanal creu que quan es tracta d'artistes, "A Carnaval estudies molt més: la música, el públic, el que diu la gent sobre el que fas, el que portes". Destra és famosa per la seva música i estil de moda que descriu com "una fusió entre el punk rock americà i Soca". És un estil que transcendeix el tradicional i la modernitat. De la mateixa manera, l'estil personal de la cantant i compositora de blues i de l'Àfrica Occidental de Mali Kar Kar també va ser influenciat per l'era del Rock n' Roll nord-americà. El clip de YouTube titulat Destra Garcia Live at Soca on De Hill 2015 és una actuació en directe que mostra el seu estil de vestuari i l'energia explosiva i atractiva que emet a l'escenari. Destra porta una jaqueta de cuir negre amb serrells a les mànigues i botes de color rosa Doctor Marten. Aquestes peces es poden descriure com a punk rock americà. També porta pantalons curts de spandex molt curts i reveladors que li permeten maniobrar i ballar sense esforç amb una parella potencial de la música de soca. Destra captiva el públic intentant ensenyar a un fan masculí del públic com ballar amb ella a l'escenari. Ella col·loca les seves mans al costat dels seus malucs i li demana "Ara m'has d'escoltar". Destra és autoritaria i ardent en les seves indicacions de ball i ràpidament perd la paciència amb aquest primer potencial company de ball masculí. El fracàs intent de ball i alleugerir l'ambient amb el seu aspecte còmic. Quan ell no segueix la resta de les seves instruccions, ella exclama "No et puc ensenyar res" i "has d'escoltar el que et dic". No obstant això, ella l'acomiada amb una abraçada i després fa un gest "Apagado Off!". Per tal de mantenir l'espectacle avançant, ràpidament truca a dos homes més de la multitud a l'escenari i adverteix: "No m'agraden els homes que són lents". L'home que mou bé els malucs amb la música de la soca agrada a Destra i ella procedeix a ballar amb ell. Aquesta actuació mostra la personalitat ardent de Destra Garcia i la seva capacitat de transcendir a través de la tradició i la modernitat a soca. Balla tradicionalment a la soca al costat del seu company de ball masculí. No obstant això, Destra trenca el tradicional "rol femení passiu" assumint el paper d'autoritat no només de liderar la dansa, sinó també de comandar verbalment els moviments del seu company de ball masculí. La confiança i el domini de Destra són aspectes de la seva persona captivadora que la converteixen en una figura femenina forta i dinàmica en el gènere de la soca dominat pels homes.

## Àlbums i senzills destacats
Destra va llançar el seu primer àlbum l'any 2003, titulat Red, White, Black. El seu segon àlbum, Laventille pre-release, que inclou la seva cançó d'èxit Bonnie and Clyde, va ser llançat el 2004.
Destra és coneguda per un dels himnes de soca més populars "It's Carnival" (amb Machel Montano) que es va estrenar durant la temporada de Carnaval de 2003. Alguns dels seus llançaments populars posteriors són "Come Beta" (amb Shurwayne Winchester), i els senzills del 2005 "Fly" i "We Say So". També va retre homenatge a la seva ciutat natal el 2005 amb un tema titulat "The Hammer Revisited", un duet amb el veterà de Calypso David Rudder.
El 2006, Destra va contribuir amb la seva veu a la cançó "Aur Chale" juntament amb la banda Dil E Nadan, i va llançar cançons populars com "Max It Up" i "Independent Ladies". També va llançar una cançó anomenada "Jumpin'" més tard aquell any per al seu àlbum "Independent Lady" que semblava haver marcat l'inici del crit de les dones per la independència.
Per a l'any 2007, Garcia ha llançat els següents senzills fins ara: "Las Lap" amb Naya George, "Soca or Die", "Sign", "Situation" amb Multi Symptom, la producció "made for-pan" "We Luv Carnival". ", la cançó més popular dels seus llançaments del 2007, "I Dare You" (la cançó en què va començar a utilitzar el ball sempre popular creat per la superestrella del reggae Tony Matterhorn, "Dutty Wine"), tot això ara. formen part del seu àlbum "Soca Or Die" publicat el 2008. Hott (2009) Va ser llançat per a Barbados Soca. La cançó de Destra, "Bonnie and Clyde", va ser presentada com a cançó per al comercial d'alcohol "Parrot Bay".

## Premis i nominacions
| Any  | Típus                                 | Premi                                 | Resultat  |
| ---- | ------------------------------------- | ------------------------------------- | --------- |
| 2003 | COTT Music Awards                     | Cançonera de l'any                    | Guanyador |
| 2004 | COTT Music Awards                     | Cançonera de l'any                    | Guanyador |
| 2005 | COTT Music Awards                     | Cançonera de l'any                    | Guanyador |
| 2006 | COTT Music Awards                     | Cançonera de l'any                    | Guanyador |
| 2007 | COTT Music Awards                     | Cançonera de l'any                    | Guanyador |
| 2008 | COTT Music Awards                     | Cançonera de l'any                    | Guanyador |
| 2013 | International Soca Awards (Caribbean) | Cançó de l'any                        | Guanyador |
| 2014 | Black Canadian Awards                 | Millor Acte Internacional (Caribbean) | Guanyador |
| 2015 | Black Canadian Awards                 | Millor Acte Internacional (Caribbean) | Guanyador |

## Àlbums
| Released | Àlbum                          |
| -------- | ------------------------------ |
| 2003     | Red, White, Black              |
| 2004     | Laventille Pre-Release Singles |
| 2005     | Laventille                     |
| 2006     | Independent Lady               |
| 2008     | Soca or Die                    |
| 2009     | Hott                           |
| 2011     | Welcome Back                   |
| 2012     | Mydestra                       |
| 2014     | The Queen Of Bacchanal         |
| 2015     | Bakanation                     |
| 2018     | Destraction                    |
| 2019     | D-20                           |
| 2020     | Queendom                       |

### Singles
| Any  | Single                                                                                       | Posicions del gràfic | Posicions del gràfic | Àlbum                  |
| Any  | Single                                                                                       | U.S.                 | U.S. R&B             | Àlbum                  |
| ---- | -------------------------------------------------------------------------------------------- | -------------------- | -------------------- | ---------------------- |
| 2001 | "Tremble It"                                                                                 | -                    | -                    | Red, White Black       |
| 2003 | "Carnival" (featuring Machel Montano)                                                        | -                    | -                    | Red, White Black       |
| 2003 | "Whe Yuh Want"                                                                               | -                    | -                    | Red, White Black       |
| 2003 | "Choo Choo"                                                                                  | -                    | -                    | Red, White Black       |
| 2004 | "Bonnie N Clyde"                                                                             | -                    | -                    | Laventille pre-release |
| 2004 | "In D Air" "Savage"                                                                          | -                    | -                    | Laventille pre-release |
| 2004 | "Come Beta" (featuring Shurwayne Winchester)                                                 | -                    | -                    | Laventille pre-release |
| 2004 | "Negative Vibe"                                                                              | -                    | -                    | Laventille pre-release |
| 2004 | "The Hammer Revisited" (featuring David Rudder)                                              | -                    | -                    | Laventille pre-release |
| 2005 | "We Say So"                                                                                  | -                    | -                    | Laventille             |
| 2005 | "Fly"                                                                                        | -                    | -                    | Laventille             |
| 2005 | "Anyhow Ah Like It"                                                                          | -                    | -                    | Laventille             |
| 2006 | "Independent Ladies"                                                                         | -hunalign=center\| - | Independentlady      |                        |
| 2006 | "Jumpin"                                                                                     | -                    | Independentlady      | -                      |
| 2006 | "Max It Up"                                                                                  | -                    | Independentlady      | -                      |
| 2006 | "Out Ah Time"                                                                                | -                    | Independentlady      | -                      |
| 2006 | "Aur Chale" (featuring Dil-E-Nadan)                                                          | -                    | Independentlady      | -                      |
| 2007 | "I Dare You"                                                                                 | -                    | -                    | Soca Or Die            |
| 2007 | "Sign"                                                                                       | -                    | -                    | Soca Or Die            |
| 2007 | "Soca or Die"                                                                                | -                    | -                    | Soca Or Die            |
| 2007 | "Las Lap" (featuring Naya George)                                                            | -                    | -                    | Soca Or Die            |
| 2008 | "Free It Up" (featuring Sean Paul)                                                           | -                    | -                    | Soca Or Die            |
| 2008 | On the Floor" (featuring Mr. Vegas)                                                          | -                    | -                    | Soca Or Die            |
| 2008 | "High"                                                                                       | -                    | -                    | Soca Or Die            |
| 2008 | "Wine It"                                                                                    | -                    | -                    | Soca Or Die            |
| 2009 | "Hott"                                                                                       | -                    | -                    | Hott                   |
| 2009 | "Obsessive Winers" (featuring Alison Hinds and Denise Belfon)                                | -                    | -                    | Hott                   |
| 2009 | "Bacchanal"                                                                                  | -                    | -                    | Hott                   |
| 2009 | "Sassiness"                                                                                  | -                    | -                    | Hott                   |
| 2010 | "Fireworks"                                                                                  | -                    | -                    | Welcome Back           |
| 2010 | "Surrender"                                                                                  | -                    | -                    | Welcome Back           |
| 2010 | "Rewind"                                                                                     | -                    | -                    | Welcome Back           |
| 2011 | "Feel Like Wukkin"                                                                           | -                    | -                    | Welcome Back           |
| 2011 | "Proppa"                                                                                     | -                    | -                    | Welcome Back           |
| 2011 | "Welcome Back"                                                                               | -                    | -                    | Welcome Back           |
| 2011 | "Cool It Down"                                                                               | -                    | -                    | Welcome Back           |
| 2011 | "Mad Party" (featuring Skinny Fabulous)                                                      | -                    | -                    | Welcome Back           |
| 2011 | "Middle Ah D Road" (featuring Swappi)                                                        | -                    | -                    | Welcome Back           |
| 2011 | "Feel to Wine" (featuring Super Jigga TC)                                                    | -                    | -                    | Welcome Back           |
| 2011 | "We Own It" 2012 "Link up" 2013 " Mash Up " 2019 "Stage Party" 2019 "Mash Up De People Fete" | -                    | -                    | Welcome Back           |